# Isabella (geslacht)
Isabella is een geslacht van sponsdieren uit de klasse van de Demospongiae (gewone sponzen). 

## Soorten
- Isabella harborbranchi Carvalho, Pomponi & Xavier, 2015
- Isabella mirabilis Schlacher-Hoenlinger, Pisera & Hooper, 2005